# Цінність (вартість) існування
Цінність (вартість) існування — неспоживна цінність, що підтверджує наявність ресурсу, вона не пов'язана з цінністю поточного або відкладеного використання та виходить лише з існування будь-якого екологічного ресурсу. Прикладом цінності існування може бути ставлення людей до збереження блакитного кита, хоча вони можуть жодного разу не бачити або не побачити його. Цінність існування виражається готовністю індивіда заплатити за те, щоб забезпечити існування  флори,  фауни і місць їх проживання навіть якщо індивід може вірити, що він або вона ніколи особисто не використає ці ресурси . Іноді ця цінність включає спадкову / наслідувану цінність. Основне джерело цінності існування — альтруїзм по відношенню до нащадків, друзів, родичів, людства або самої природи. Метод суб'єктивної грошової оцінки є одним з найбільш ефективних для кількісної оцінки цінностей відкладеного використання та існування. Наприклад, при визначенні цінності існування захисту вологих тропічних лісів вважають, що домашні господарства максимізують корисність в умовах обмежень на їх дохід шляхом вибору поєднання ринкових і неринкових товарів. Якщо одним із неринкових товарів є громадський (громадського користування) товар за назвою «захист вологого тропічного лісу», тоді готовність платити за цей «товар» буде функцією ціни лісозахисту, цін інших товарів, доходу і переваг членів домашнього господарства. Також вважають, що переваги (смаки) домашніх господарств формуються рядом соціально-економічних факторів, таких як чисельність сім'ї, вік, освіта, приналежність до тієї чи іншої політичної партії і ставлення до навколишнього середовища її членів. Респондент (відповідаючи на анкету) буде готовий заплатити затребувану суму грошей за захист тропічного лісу, якщо отримувана ним величина корисності у разі проведення лісозахисних заходів і зниженого доходу буде, принаймні, дорівнювати корисності без лісозахисних заходів.

## Ресурси Інтернету
- Економічна цінність природи  [Архівовано 27 вересня 2013 у Wayback Machine.]
- Еколого-економічний словник  [Архівовано 27 червня 2013 у Wayback Machine.]
- Концепция общей экономической ценности природных благ  [Архівовано 26 березня 2014 у Wayback Machine.]
- Традиционные и косвенные методы оценки природных ресурсов